# Кавамото
Кавамото (яп. 川本町 Кавамото-мати) — посёлок в Японии, находящийся в уезде Оти префектуры Симане. Площадь посёлка составляет 106,39 км², население — 3554 человека (1 августа 2014), плотность населения — 33,41 чел./км².

## Географическое положение
Посёлок расположен на острове Хонсю в префектуре Симане региона Тюгоку. С ним граничат города Ода, Гоцу и посёлки Мисато, Онан.

## Население
Население посёлка составляет 3554 человека (1 августа 2014), а плотность — 33,41 чел./км². Изменение численности населения с 1980 по 2005 годы:
| 1980 | 6303 чел. |  |
| 1985 | 6123 чел. |  |
| 1990 | 5512 чел. |  |
| 1995 | 5099 чел. |  |
| 2000 | 4784 чел. |  |
| 2005 | 4324 чел. |  |

## Символика
Деревом посёлка считается клён, цветком — Rhododendron indicum.